# Tectidrilus profusus
Tectidrilus profusus är en ringmaskart som beskrevs av Erséus 1991. Tectidrilus profusus ingår i släktet Tectidrilus och familjen glattmaskar. Inga underarter finns listade i Catalogue of Life.